# Vallenmoor
Das Vallenmoor ist ein Naturschutzgebiet in der niedersächsischen Gemeinde Bramsche im Landkreis Osnabrück.
Das Naturschutzgebiet mit dem Kennzeichen NSG WE 013 ist 6,3 Hektar groß. Es liegt nordöstlich von Bramsche und stellt einen See und die ihn umgebenden Uferbereiche unter Schutz. Der See ist – wie auch der gut 2,5 Kilometer südöstlich liegende Feldungel – durch einen Erdfall entstanden. Diesem Vorgang verdankt das Gebiet auch seinen Namen: „gefallenes Moor“. Der See wird von einem Bach durchflossen, der später in den Nonnenbach mündet. Im Naturschutzgebiet finden sich Weidengebüsche und Bruchwälder, am See sind Verlandungszonen und Schwingrasen zu finden. An das Naturschutzgebiet schließen sich neben bewaldeten Flächen auch landwirtschaftliche Nutzflächen an.
Das Gebiet steht seit dem 23. Januar 1937 unter Naturschutz. Zuständige untere Naturschutzbehörde ist der Landkreis Osnabrück.